# Furuyama Moroshige
Furuyama Moroshige, noto anche con lo pseudonimo di Hishikawa Moroshige (古山師重?; fl. XVII secolo), è stato un pittore e incisore giapponese, importante rappresentante della scuola ukiyo-e.
Viene apprezzato dalla critica moderna maggiormente per le pitture che per le stampe.

## Biografia

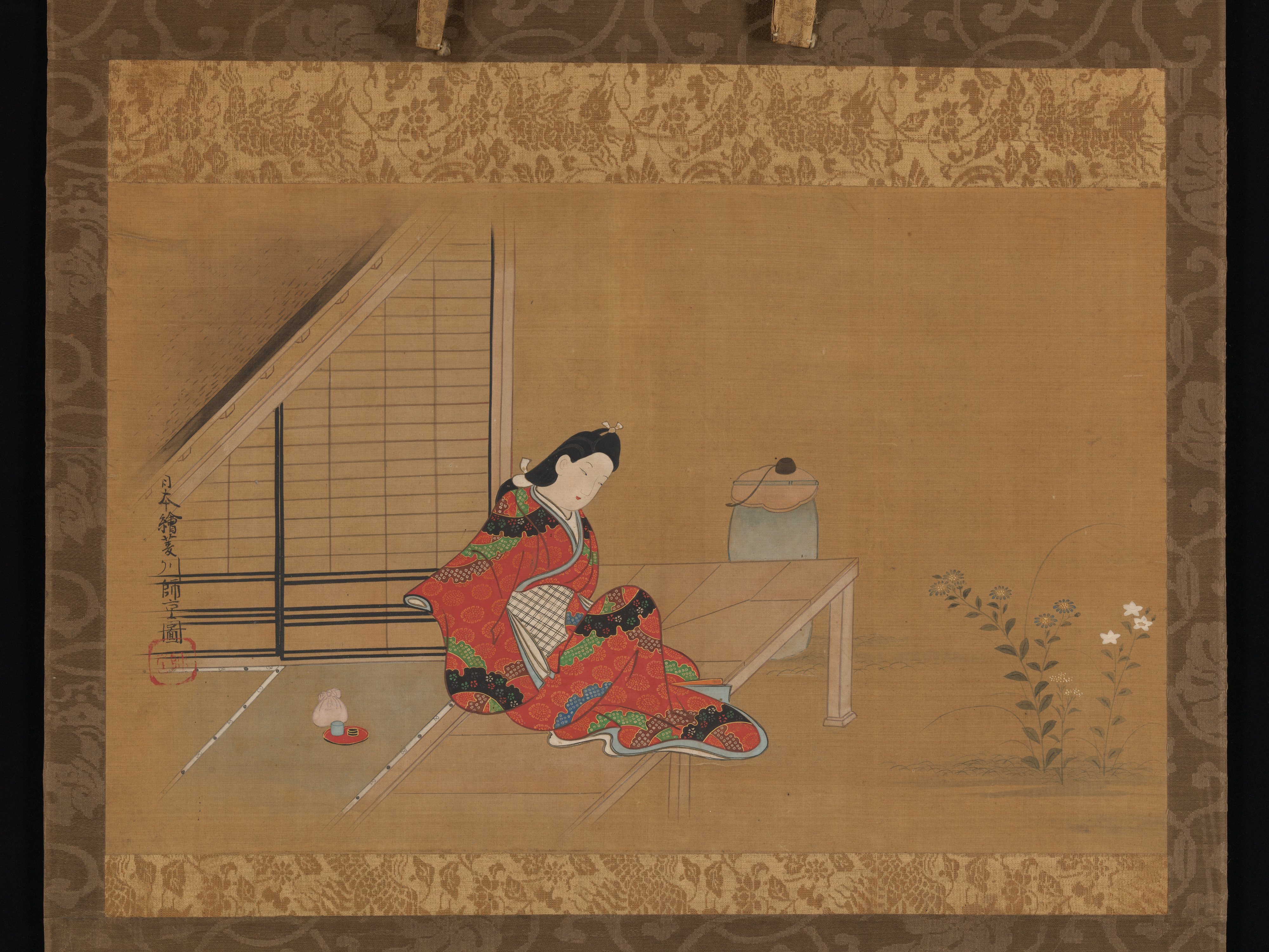
"Giovane donna in veranda", opera di Furuyama

Le informazioni biografiche di Furuyama Moroshige sono scarse e si ignorano data e luogo di nascita e morte, mentre è noto il suo vero nome, Furuyama Tarōbei.
Fu uno dei principali allievi di Hishikawa Moronobu e fu attivo, come si può evincere dalle sue opere pervenute, almeno nel ventennio che va dal 1678 al 1698. I suoi lavori erano per lo più stampe erotiche, illustrazioni per romanzi popolari, libri erotici e libri illustrati dedicati agli attori del teatro tradizionale giapponese.
L'opera di maggior successo di Furuyama fu il "Shika no Maki fude", pubblicato in cinque volumi nel 1686, a cui seguì una seconda edizione nel 1692, che però venne proibita dalle autorità nipponiche e causò una condanna all'autore ed al suo editore.

## Stile
Il suo stile riprendeva quello adottato dal suo maestro Hishikawa in tarda età. 
Le sue opere denotano un'attenzione e una notevole qualità nella realizzazione ed organizzazione degli spazi dello sfondo, mentre le figure presentano colori tenui sono caratterizzate da forme piene e rotonde.